# 吉非替尼
吉非替尼（Gefitinib），商品名為 艾瑞莎（Iressa），由阿斯利康制药和Teva發售。被用為治療乳癌、肺癌和其它癌症。
吉非替尼與厄洛替尼同是表皮生長因子受體抑制劑，通過抑制靶細胞的表皮生長因子受體來中斷信號傳導，從而抑制癌細胞。
它在世界卫生组织的基本药物名单上，并可被作为仿制药出售。

## 药理作用
Gefitinib 是第一個選擇性作用于表皮生長因子受體的酪胺酸激酶结构域的药物。表皮生長因子受體是一個家族，包括有Her1(erb-B1)、 Her2(erb-B2) 跟 Her 3(erb-B3)。在人類某幾種特定的癌症中，表皮生長因子受體會過度表达，比如乳癌跟肺癌。表皮生長因子受體過度的活化，就會導致抗细胞凋亡Ras细胞信号传送被不正常地激活，致使细胞分裂不受控制。对 Gefitinib-敏感型的非小細胞肺癌（non-small cell lung cancers）的研究發現表皮生長因子受體的酪胺酸激酶的突變是啟動抗细胞凋亡通路（anti-apoptotic pathway）的主因。携帶這個突變的細胞對gefitinib 和 erlotinib 敏感。
Gefitinib 會非共价结合到酶的腺苷三磷酸（ATP）結合位點來抑制了表皮生長因子受體的酪胺酸激酶，導致抗凋亡的Ras信號哦級聯反應得到抑制，從而抑制癌細胞的增殖。

## 醫藥應用
美國食品藥物管理局在2003年核准 Gefitinib 用於非小細胞肺癌。現在它已經在多個國家發售。
但在2005年六月，美國食物及藥物管理局撤回批准用於新病人，因為缺乏使用這種藥物可以延長壽命的證據。
Iressa于2002年7月在日本获得批准并上市，成为第一个进口该药物的国家。
FDA于2003年5月批准吉非替尼用于非小细胞肺癌（NSCLC）。 它被批准作为单一疗法，用于治疗铂类和多西紫杉醇化疗失败后的局部晚期或转移性 NSCLC 患者。
2005 年 6 月，FDA 撤回了用于新患者的批准，因为缺乏延长寿命的证据。
在欧盟，吉非替尼自2009年起被用于晚期NSCLC的所有治疗领域，用于携带EGFR突变的患者。吉非替尼被证明是一线治疗药物，与铂类双药方案相比，在携带此类突变的患者中，该标签被证明可显著改善无进展生存期。IPASS是四项III期试验中第一个证实吉非替尼在该患者群体中具有优越性的研究。
在吉非替尼上市的大多数其他国家，吉非替尼被批准用于既往接受过至少一种化疗方案的晚期非小细胞肺癌患者。然而，根据最新的科学证据，目前正在申请将其标签扩大为携带EGFR突变的患者的一线治疗。 截至2012年8月，新西兰已批准吉非替尼作为初治局部晚期或转移性、不可切除NSCLC的EGFR突变患者的一线治疗。这是由公共资助的，最初为期四个月，如果没有进展，则续签。
2015年7月，FDA批准吉非替尼作为NSCLC的一线治疗药物。